# Ramularia keithii
Ramularia keithii är en svampart som beskrevs av Massee 1893. Ramularia keithii ingår i släktet Ramularia och familjen Mycosphaerellaceae.   Inga underarter finns listade i Catalogue of Life.